# Thám tử lừng danh Conan: Tiền đạo thứ 11
Thám tử lừng danh Conan: Tiền đạo thứ 11 (名探偵コナン 11人目のストライカー Meitantei Konan: Jūichininme no Sutoraikā) là bộ phim hoạt hình chính thứ 16 của bộ truyện tranh Thám tử lừng danh Conan với nhân vật chính là Kudo Shinichi. Bộ phim đã ra mắt vào ngày 14 tháng 4 năm 2012 tại Nhật Bản. Tại Việt Nam, phim được trình chiếu trên kênh HTV3 vào ngày 19 tháng 3 năm 2017.

## Nội dung
Một cuộc gọi nặc danh được gửi tới văn phòng thám tử Mori với nội dung khá bí ẩn, dưới dạng mật mã "Cậu bé mặc áo Xanh và Xanh sọc, mưa từ trời cao đổ xuống, cậu bé bên trái chỉ vào cái cây bên trái..." và đe dọa sẽ đánh bom. Nếu Conan giải được mật mã thì bom sẽ không nổ. Sau khi sơ tán thành công mọi người ở khán đài đặt bom, hung thủ lại tiếp tục gửi thư khiêu chiến và mọi người đã suy luận ra hung thủ sẽ đặt bom ở 10 sân vận động đang diễn ra 10 trận đấu J-League cùng 1 lúc. Conan nghĩ rằng 10 tiền đạo phải đá vào giữa xà ngang khung thành,các tiền đạo của 10 đội bóng đã hoàn thành xuất sắc nhiệm vụ, tuy nhiên quả bom thứ 10 thực sự được đặt ở SVĐ Touto-nơi có kỉ niệm rất khó quên của cậu bé Tomofumi - một cậu bé đã chết trên đường đi cấp cứu sau khi bị bệnh ở SVĐ Touto. Suy luận lúc đầu thì thủ phạm là cha của Tomofumi, nhưng thực ra hung thủ lại là Nakaoka, một cựu tiền đạo của đội Tokyo Spirit. Động cơ gây án là do anh có thù hận với Mori Kogoro cùng một nhóm CĐV từ trước đó. Khi Conan đá quả bóng của mình trong trước thắt lưng của mình để phá bom đã bị bóng đèn rơi xuống sau vụ nổ cản lại, sau đó nhờ Ayumi, Genta, Mitsuhiko mang theo một trái banh có chữ ký của Hide nên đội thám tử nhí đã cố chuyền bóng cho Conan nhưng bị vật cản, nhờ Haibara xuất hiện kịp thời đá quả bóng được cho Conan, Conan đã sử dụng cách đá phạt đã được một cầu thủ J-League chỉ dạy, tung một cú sút xé gió về phía xà ngang khung thành và bom bị phá hủy thành công.

## Phân vai
| Nhân vật            | Diễn viên lồng tiếng | Diễn viên lồng tiếng |
| ------------------- | -------------------- | -------------------- |
| Nhân vật            | Nhật Bản             | Việt Nam             |
| Edogawa Conan       | Takayama Minami      | Hoàng Khuyết         |
| Kudo Shinichi       | Yamaguchi Kappei     | Hoàng Khuyết         |
| Yamamura Misao      | Furukawa Toshio      | Hoàng Khuyết         |
| Mouri Ran           | Yamazaki Wakana      | Thúy Hằng            |
| Mouri Kogoro        | Koyama Rikiya        | Trần Vũ              |
| Suzuki Sonoko       | Matsui Naoko         | Ngọc Quyên           |
| Agasa Hiroshi       | Ogata Kenichi        | Chơn Nhơn            |
| Miura Kazuyoshi     | Miura Kazuyoshi      | Trần Vũ              |
| Haibara Ai          | Hayashibara Megumi   | Ái Phương            |
| Yoshida Ayumi       | Iwai Yukiko          | Kim Ngọc             |
| Tsuburaya Mitsuhiko | Ōtani Ikue           | Chánh Tín            |
| Nakaoka Kazumasa    | Touchi Hiroki        | Minh Vũ              |
| Akagi Hideo         | Tsujitani Kouji      | Minh Vũ              |
| Kojima Genta        | Takagi Wataru        | Thiện Trung          |
| Yamamori Shinzo     | Chiba Shigeru        | Hạnh Phúc            |
| Thanh tra Megure    | Chafurin             | Trí Luân             |
| Endo Yasuhito       | Endō Yasuhito        | Trí Luân             |
| Shiratori Ninzaburo | Inoue Kazuhiko       | Tuấn Anh             |
| Sanada Takahiro     | Yoshino Hiroyuki     | Tuấn Anh             |
| Sato Miwako         | Yuya Atsuko          | Huyền Trang          |
| Takagi Wataru       | Takagi Wataru        | Quang Tuyên          |
| Higo Ryusuke        | Sakurai Takahiro     | Quang Tuyên          |
| Enomoto Azusa       | Enomoto Mikiko       | Linh Phương          |
| Tabeta Miyuki       | Arai Shizuka         | Thu Hiền             |
| Koda Kaoru          | Kiritani Mirei       | Tuyết Nhung          |
| Sakaki Ryosuke      | Nakamura Daiki       | Tấn Phong            |
| Motoura Keiichiro   | Inoue Norihiro       | Tất My Ly            |
| Yamamori Shinzo     | Chiba Shigeru        | Bá Nghị              |
| Rika Adachi         |                      | Thu Huyền            |
| Kawata Hiromi       |                      | Hoài Thương          |

## Thông tin bên lề
- Trên thực tế, J1 League khi đó chỉ có 18 đội tham dự (trừ mùa giải 2021 do ảnh hưởng của đại dịch Covid-19 nên được mở rộng tạm thời lên thành 20; từ mùa giải 2024, số đội được cố định lại ở con số 20). Trong phim, có 2 CLB giả tưởng được bổ sung vào danh sách các CLB, đó là Tokyo Spirits và Big Osaka. Phim lấy bối cảnh ở mùa giải 2011, trong đó Tokyo Spirits đua tranh chức vô địch, còn Big Osaka đua tránh xuống hạng. 10 quả bom được lắp đặt tại 10 sân vận động nơi tổ chức 10 trận đấu của vòng đấu cuối cùng (vòng 38), trong đó Tokyo Spirits và Big Osaka đối đầu trực tiếp nhau. Kết quả là 2 đội hòa nhau. Trận hòa này giúp Big Osaka trụ hạng thành công, nhưng nó cũng khiến Tokyo Spirits mất chiếc cúp vô địch vào tay Kashiwa Reysol (đội cũng là nhà vô địch ngoài đời thực ở mùa giải 2011).
- Âm thanh trên khán đài trong phim được lấy từ trận Siêu cúp Nhật Bản 2012.